# Turnul Söyembikä
Turnul Söyembikä (în rusă Башня Сююмбике, transliterat: Bașnea Siuiumbike, în tătară Сөембикә манарасы, transliterat Söyembikä manarası) este un turn de pază al Kremlinului din Kazan.
Acest turn este un turn înclinat (asemănător cu Turnul din Pisa), în partea de nord-est. În anumite momente, înclinarea sa față de axa verticală atinge 1,98 m (comparativ cu aproximativ 4 m în cazul Turnului din Pisa).

## Istorie

### Construcție
Data construcției este subiect de controverse: unii cercetători o datează în secolul al XVII-lea sau al XVIII-lea, alții o plasează în a doua jumătate a secolului al XVI-lea, iar alții consideră că provine din perioada Hanatului Kazanului, care s-a încheiat în anul 1552.
Nu există documente istorice care să descrie construcția turnului. Motivul este că acestea se aflau în departamentul Palatului din Kazan, care centraliza toate documentele referitoare la Kazan din secolele al XVI-lea și al XVII-lea și care a ars în timpul incendiului din Moscova din anul 1701. De asemenea, documentele referitoare la perioada hanatului Kazanului nu au fost păstrate și au fost distruse în timpul cuceririi Kazanului.

### Ipoteze privind existența turnului în perioada hanatului de Kazan
N. Zagoskine, profesor și istoric la Universitatea Imperială din Kazan, înclină spre ideea că turnul a fost construit în perioada Hanatului de Kazan.
N. Spasski, cercetător de la începutul secolului al XX-lea, sugerează că etajele inferioare ale turnului au fost construite în perioada hanatului, în timp ce restul ar fi fost adăugat în secolul al XVIII-lea.
Conform acestei versiuni, construcția turnului este legată de domnia hanului Muhammad Amin. În anul 1487, după un lung război civil, tânărul Muhammad Amin urcă pe tronul Kazanului cu ajutorul militar și politic al marelui cneaz al Moscovei, Ivan al III-lea. El fusese crescut în orașul Kassimov, apoi la Moscova, iar Ivan al III-lea l-a tratat ca pe fiul său adoptiv. Domnia lui Muhammad Amin pune capăt unei perioade de confruntări sângeroase și durează 21 de ani, cu unele întreruperi. Acest han a rămas în istorie ca un suveran luminat, dar și ca poet și protector al artelor. După urcarea sa pe tron, în urma unui acord reciproc motivat de vârsta prea fragedă a lui Muhammad Amin, suveranul Moscovei Ivan al III-lea își ia titlul de Mare Cneaz al Bulgariei. Timp de mai mulți ani, Muhammad Amin locuiește la Moscova, unde asistă la construcția turnului Borovițkaia din Kremlinul moscovit, aflată sub conducerea marelui arhitect italian originar din Bologna, Aristotile Fioravanti. Tânărul han își dă seama că Moscova își gravează literalmente ambițiile în piatră și, la întoarcerea sa la Kazan, este posibil să-i fi cerut lui Ivan al III-lea să trimită un arhitect italian la Kazan pentru a construi o clădire care să simbolizeze pacea dintre Moscova și Kazan.
Studii au demonstrat că arhitectul turnului Söyembikä ar putea fi Aristotele Fioravanti sau unul dintre discipolii săi, datorită asemănărilor arhitecturale observate cu lucrări ale arhitectului italian la Bologna, precum turnurile din Bologna, în special cel numit Torre dell'Arengo din Piazza Maggiore. Dimensiunea cărămizilor folosite la construcția turnului din Kazan susține pe deplin această ipoteză. Standardul introdus pentru fabricarea cărămizilor a fost stabilit de Fioravanti la sosirea sa la Moscova. Norma rusă adoptată sub guvernarea lui Boris Godunov, la sfârșitul secolului al XVI-lea, era foarte diferită, ceea ce ar demonstra că turnul nu a putut fi construit în secolul al XVII-lea de către arhitecți ruși.
În același timp, compoziția chimică a cărămizilor corespunde în mare parte cu cea a cărămizilor utilizate în construcțiile Hanatului Bulgar de pe Volga. Astfel, turnul Söyembikä ar fi putut fi construit după planul unui arhitect italian, dar de către meșteșugari tătari, între anii 1490 și 1520. Acesta ar fi fost păstrat după cucerirea orașului de către Ivan cel Groaznic, deoarece, pentru acest țar, turnul reprezenta atât un excelent punct de observație, cât și un simbol al trecerii sale prin Kazan în secolul al XV-lea.

### Versiunea construcției turnului în perioada rusă a Kazanului
Conform unei lucrări de referință, Kazan în monumentele istoriei și culturii, realizată sub coordonarea lui S. Aïdarov, A. Khalikov, M. Khassanova și I. Aleev, turnul ar data din perioada 1645–1650.
În ediția academică Istoria Kazanului, A. Khalikov și S. Alichev afirmă că turnul Söyembikä a fost construit la mijlocul secolului al XVII-lea, în locul unde exista deja un turn al hanului.
Pe de altă parte, ipotezele privind o construcție mai veche decât a doua jumătate a secolului al XVII-lea nu sunt confirmate de reprezentările vechi ale orașului Kazan realizate de călători care l-au vizitat. În prima reprezentare realizată de un savant saxon pe nume Adam Olearius, care vizitează orașul în 1638, turnul este absent. De asemenea, el nu apare nici în Desenul Kazanului în secolul al XVII-lea, inclus în monografia lui Nicolaas Witsen din Amsterdam, intitulată Tartaria de Nord și de Est, datată 1692.

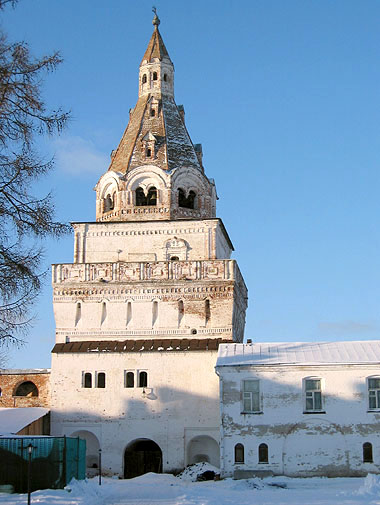
Turnul Mănăstirii Sfântul Iosif din Volokolamsk, datând din secolul al XVII-lea.

Susținătorii versiunii conform căreia turnul a fost construit la sfârșitul secolului al XVII-lea indică drept perioadă de referință anii de după 1690. Această ipoteză este susținută de prezența unor elemente de ordin arhitectural, precum coloanele așezate pe socluri, chirinkas (elemente decorative) care înconjoară parapetul, dar și forma caracteristică a ferestrelor încadrate de arce ușoare — trăsături specifice acestei perioade în stilul baroc moscovit. Forma accentuată în pantă a acoperișului tip piramidal și compoziția în trepte își găsesc echivalente în acoperișul turnului de la Mănăstirea Sfântul Iosif din Volokolamsk, precum și în turnul Borovițkaia și turnul Beklemișevskaia din Kremlinul Moscovei.
Severitatea generală a decorațiunii permite datarea turnului într-o perioadă mai târzie, care se întinde până în anii 1730, atunci când vulturul bicefal a fost instalat pe turn.
Analiza planurilor orașului Kazan permite, de asemenea, datarea construcției turnului la începutul secolului al XVIII-lea, în anii 1717–1718, adică în perioada țarului Petru I cel Mare. S. Sanatchine, bazându-se pe studiul cartografic, datează edificiul între anii 1694 și 1718.

## Vârful turnului
Vulturul cu două capete de pe vârful turnului a fost instalat în anul 1730.
Conform legendei tătarilor din Kazan, în partea superioară a turnului au fost semnate documente importante care aveau legătură cu cultura și istoria poporului tătar.
În februarie 1918, la inițiativa Comisariatului Central pentru Afaceri Musulmane de la Moscova, au fost semnate decrete privind restituirea unor monumente națiunii tatare. Acestea vizau în special turnul Söyembikä și caravanseraiul din Orenburg. Ziarul Pravda, în ediția din 14 martie 1918, relatează transferul dreptului de proprietate asupra turnului către poporul tătar. În aceeași perioadă, vulturul cu două capete de pe vârful edificiului a fost înlocuit cu o semilună, simbol al religiei tătarilor.
În anii 1930, în cadrul politicii antireligioase, semiluna a fost îndepărtată de pe vârful turnului.
În timpul Perestroikăi (la sfârșitul anilor 1980), la cererea comunității tatare, o nouă semilună aurie a fost instalată pe vârful edificiului.

## Arhitectură
Turnul este situat în interiorul incintei Kremlinului din Kazan, dar este separat de aceasta. Datorită poziției sale, servea drept turn de veghe, turn de observație fortificat. De pe vârf se deschide o priveliște amplă asupra râului Kazanka, fluviului Volga și împrejurimilor.
Fundamentul turnului se sprijină pe piloni din stejar. Pereții sunt construiți din cărămidă, unite cu mortar.
Turnul cuprinde 7 niveluri: primele trei niveluri au formă pătrată, fiind înconjurate de un goulbichtché în aer liber; următoarele două au formă octogonală, sunt realizate din cărămizi fațetate și sunt deschise prin largi deschideri; acestea sunt surmontate de un acoperiș piramidal, urmat de un foișor cu lanternă și fleșă de culoare verde, al cărei vârf este împodobit cu o semilună.
Marginile fiecărui nivel sunt decorate cu lesene sau cu brâuri fine din cărămidă. Pe fațadele de est și de vest, pilonii de la parter sunt împodobiți cu coloane suplimentare de ordin corintic.
Înălțimea totală este de 58 de metri (34 sagine și 6 picioare).

## Denumire

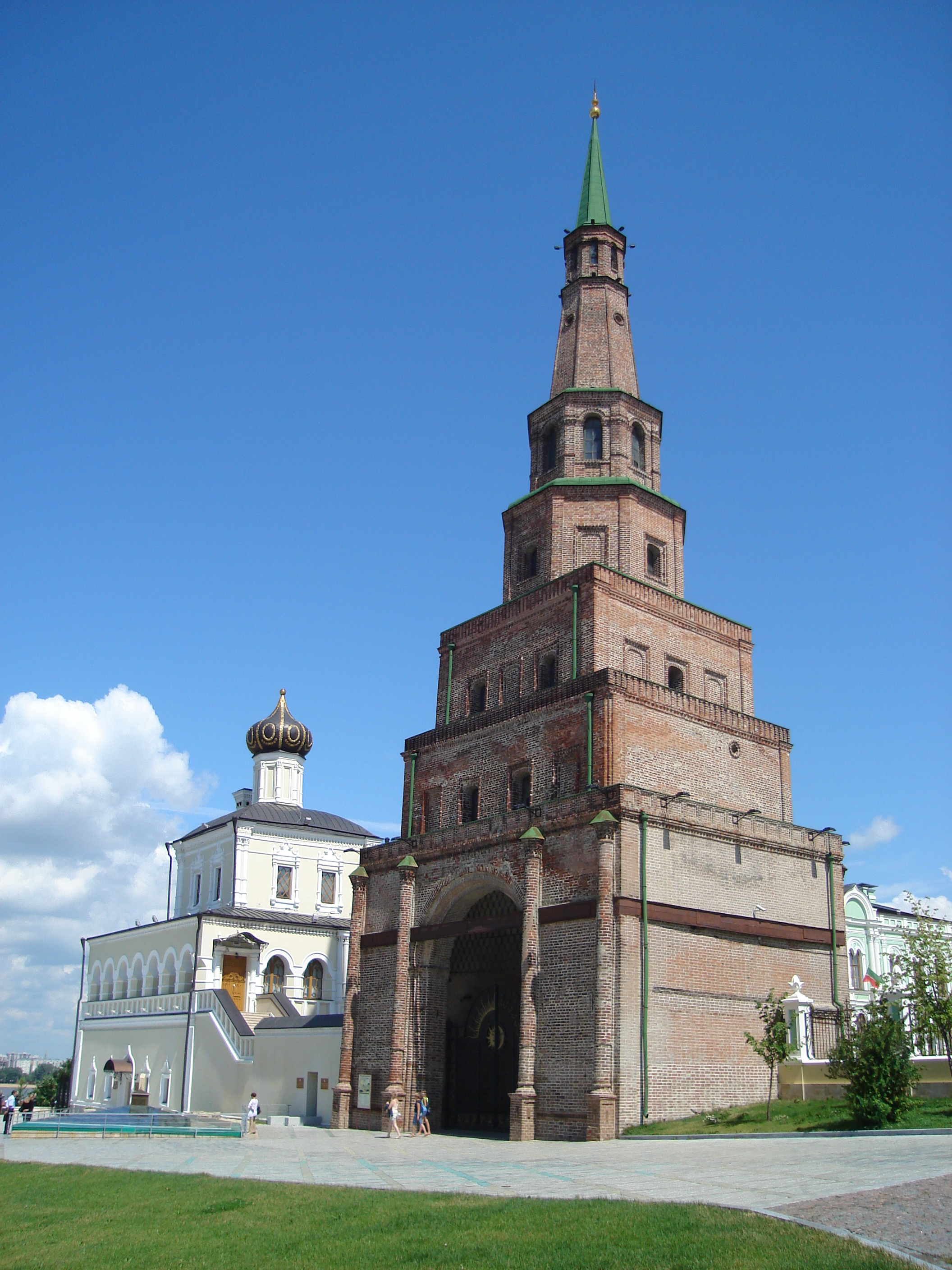
Soyembika

Söyembikä (în tătară Сөембикә), născută în 1516 și decedată după 1554 la Moscova, a fost regentă a Kazanului. În spatele turnului se află un mausoleu care adăpostește sarcofagul lui Söyembikä.
Prima mențiune a turnului în scrieri datează din anul 1777, când acesta este indicat pe planurile Kremlinului orașului Kazan.
Prima mențiune literară a turnului Söyembikä datează din anul 1832, în al patrulea număr al ziarului Zaboljski Mouraveï din Kazan, în capitolul X al eseului Kazan. Acest nume a devenit ulterior de uz comun.
Numele tătar Söyembikä manarasy apare abia în secolul al XIX-lea. La origine, în limba tătară, turnul era numit Khan Djami sau Khan Metchet, denumiri care reflectă amintirea moscheii hanului din Kazan. Susținătorii ipotezei existenței turnului în timpul hanatului Kazanului sugerează că acesta era inițial legat de moscheea hanului Nur-Ali și, cel mai probabil, avea și funcția de minaret.

## Legendă
Mai multe legende sunt legate de turn, însă ele nu au niciun temei științific. Uneori, acestea includ elemente sau fapte istorice.
Conform uneia dintre legende, turnul a fost construit de regina Söyembikä în amintirea soțului ei, Safa-Ghirei, decedat în anul 1549. Potrivit altei variante, turnul ar fi fost ridicat la ordinul lui Ivan cel Groaznic, în doar șapte zile (simbolizate de cele șapte etaje), după cucerirea Kazanului în 1552, ca urmare a condițiilor impuse de regina Söyembikä, care s-ar fi aruncat apoi de la etajul al șaptelea. Într-o versiune a acestei legende, țarul rus îi propune reginei să o ia de soție.
Există, de asemenea, o legendă potrivit căreia documente din perioada hanatului tătar au fost păstrate mult timp în vârful turnului. În ziua în care guvernatorul Kazanului a dorit să le examineze și să le coboare, s-a dovedit că nu exista niciun document.

## Loc în cultură

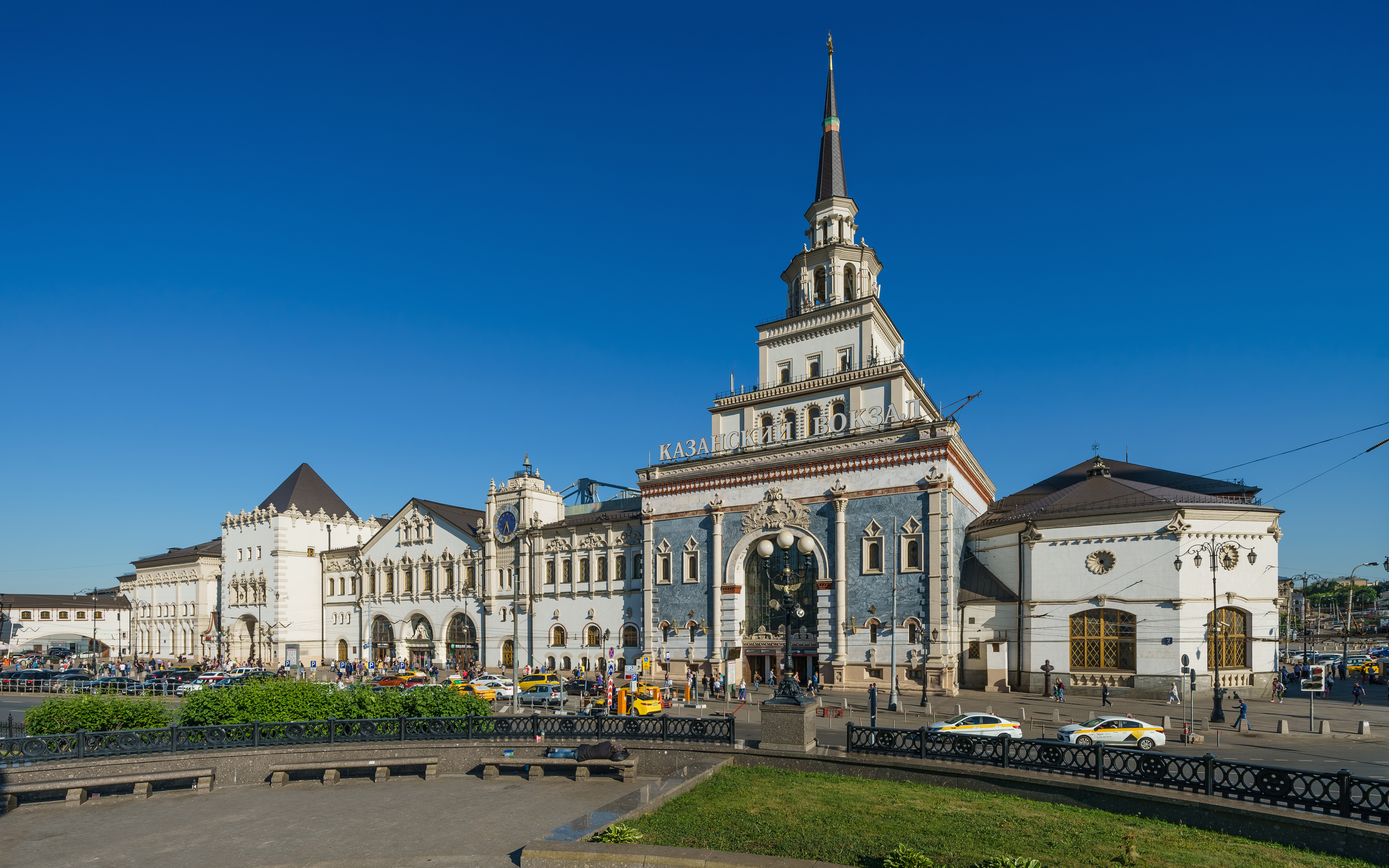
Gara Kazan din Moscova reproduce silueta turnului din Kazan.

Turnul Söyembikä este simbolul orașului Kazan. Turnul principal al gării Kazan din Moscova reproduce turnul în trepte din Kremlinul din Kazan — adică turnul Söyembikä.